# Сабионара (Тренто)
Сабионара је насеље у Италији у округу Тренто, региону Трентино-Јужни Тирол.
Према процени из 2011. у насељу је живело 1376 становника. Насеље се налази на надморској висини од 158 м.